# 阿尔缅·达尔比尼扬
阿尔缅·达尔比尼扬（1965年1月23日—），亚美尼亚政治家，1998年—1999年担任亚美尼亚总理。

## 生平
阿尔缅·达尔比尼扬1965年1月23日出生于亚美尼亚久姆里，1981年进入莫斯科国立大学经济系学习，曾获得经济系荣誉学位，1989年完成了在莫斯科国立大学的研究生课程，获经济学副博士学位，同年在亚美尼亚驻莫斯科常设代表处工作。
1992 年，他开始担任亚美尼亚外贸公司总经理，1994年被任命为亚美尼亚中央银行第一副行长。1997年担任亚美尼亚财政部长，同年7月改任财政和经济部长。1998年4月10日，他被任命为亚美尼亚总理，直到1999年6月11日。从2001年起，达尔比尼扬担任俄羅斯-亞美尼亞大學校长。
达尔比尼扬已经被世界经济论坛认定为一个“年轻的世界领袖”。